# Избавь меня от небытия
«Избавь меня от небытия» (англ. Springsteen: Deliver Me from Nowhere) — будущий американский биографический фильм режиссёра Скотта Купера по его же сценарию. В основе сценария книга 2023 года Deliver Me From Nowhere: The Making of Bruce Springsteen’s Nebraska Уоррена Зэйнса. Главную роль, музыканта Брюса Спрингстина, исполнит Джереми Аллен Уайт.

## Сюжет
Действие фильма развернётся в начале 80-х годов, в переломный момент жизни Брюса Спрингстина, во время написания и записи альбома Nebraska.

## В ролях
- Джереми Аллен Уайт — Брюс Спрингстин[4]
- Джереми Стронг — Джон Ландау[5]
- Стивен Грэм — Дуглас Спрингстин, отец Брюса, с которым у него были сложные отношения.
- Одесса Янг — Фэй
- Пол Уолтер Хаузер — Майк Батлан, инженер звукозаписи Спрингстина во время записи альбома Nebraska
- Гэби Хоффманн — Адель Спрингстин, мать Брюса
- Джонни Канниццаро — Стивен Ван Зандт
- Харрисон Гилбертсон — Мэтт Делиа, близкий друг Спрингстина
- Марк Марон — Чак Плоткин
- Дэвид Крамхольц — Эл Теллер
- Кристофер Джеймс — Деннис Кинг

## Производство
О начале работы на фильмом стало известно весной 2024 года. В апреле стало известно, что режиссёром фильма станет Скотт Купер, а главную роль исполнит Джереми Аллен Уайт. Производством фильма занимаются компании 20th Century и Disney.
В мае 2024 года стало известно, что Джереми Стронг ведёт переговоры об исполнении роли Джона Ландау. Стронг подтвердил своё участие в октябре 2024 года. В июне 2024 года к актёрскому составу присоединились Пол Уолтер Хаузер и Одесса Янг. В сентябре Стивен Грэм присоединился к актёрскому составу в роли отца Брюса Дугласа Спрингстина, а Харрисон Гилбертсон и Джонни Канниццаро присоединились к касту в следующем месяце. В ноябре 2024 года Марк Марон, Габи Хоффманн и Дэвид Крамхольц присоединились к актёрскому составу.
Основные съёмки начались 28 октября 2024 года и прошли в основном в Нью-Йорке и Нью-Джерси, дополнительные съёмки - в Лос-Анджелесе. 1 и 4 ноября 2024 года Спрингстин специально посетил съёмочные площадки в Рокавее и Байонне, где встретился с Уайтом.
Премьера запланирована на 2025 год.